# Rubem Dantas

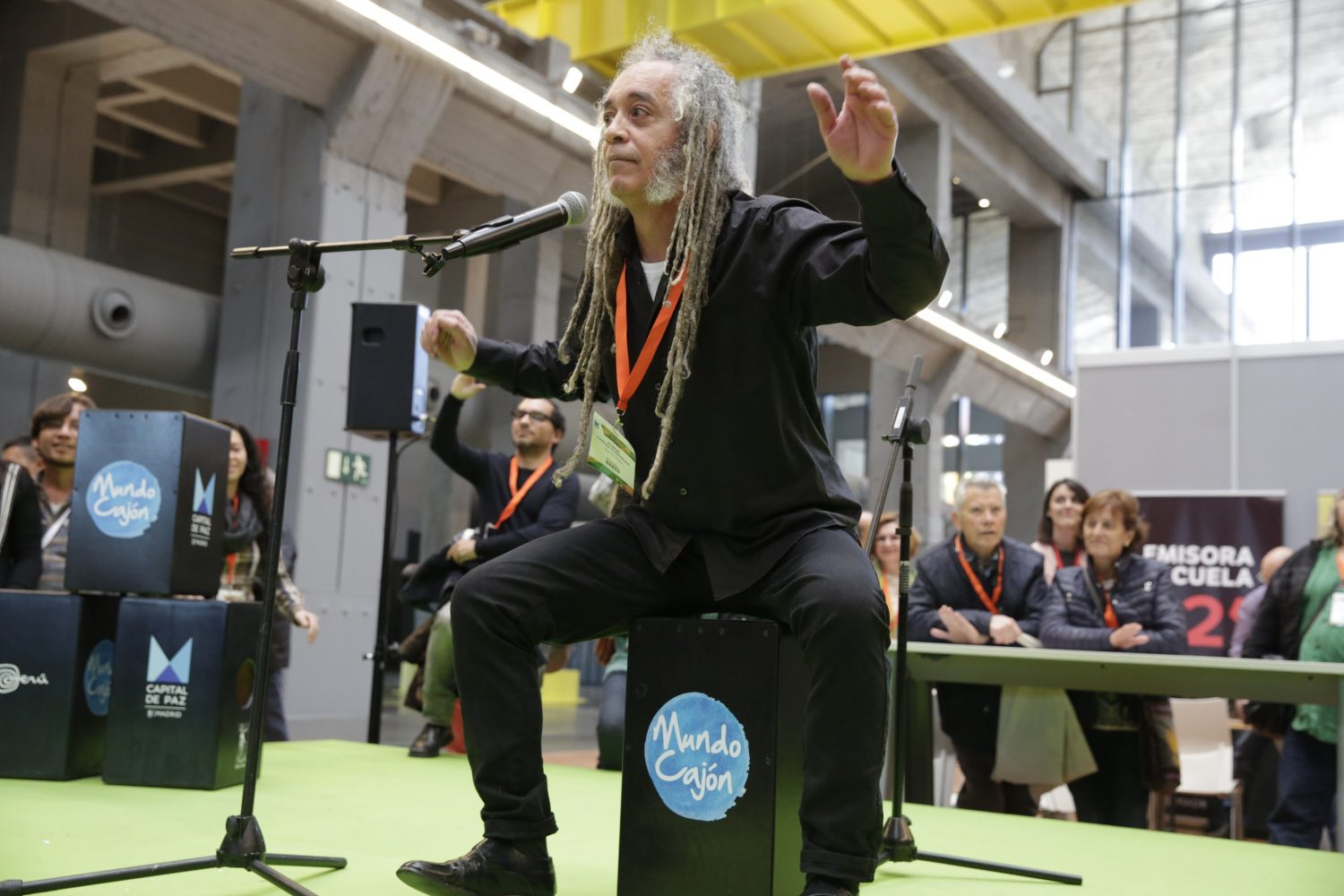
Rubem Dantas beim Foro sobre Violencias Urbanas (2017)

Rubem Dantas Rodrigues (* 9. Dezember 1954 in Salvador de Bahía) ist ein brasilianischer Musiker, der mit der Einführung von Perkussionsinstrumenten in den Flamenco Akzente setzte.

## Künstlerischer Werdegang
Seine Mutter brachte ihm das Klavierspielen bei, und die Musik von Maysa Matarazzo, Agustinho dos Santos, Jackson do Pandeiro, Batata, Pixinguinha, Luis Gonzaga und Elza Soares näher. Nach einigen Jahren, denen er sich dem Klavier widmete, begann Rubem sich für Schlaginstrumente zu interessieren, unter Anleitung seines, wie er meint, wahren Meisters, „Vadinho do Gantois“, welcher seine ersten Schritte lenkte und ihn zu einem vielversprechenden Perkussionisten seiner Zeit formte, der auf den populärsten Festivals Brasiliens auftrat und mit Gruppen wie Machina Naturale oder Sangue y Raça zusammenarbeitete. Mit letzterer erzielte er Erfolge mit Adaptionen von Werken wie Die Dreigroschenoper von Bertolt Brecht.
1977 zog er nach Madrid, nachdem er einige Jahre in Paris mit Musikern wie Eddie Louis, Christian Escoudé, Dusty und Paco Serry gelebt und gearbeitet hatte. In Spanien traf er Musiker wie Jean Luc Vallet, Jaime Marques, Manolo Heredia Bonilla aus Málaga, Tito Duarte, Richard Krull und Pepe Perera. Zu dieser Zeit lernte er den Sänger Pedro Ruy-Blas kennen, der ihm anbot, der Gruppe Dolores beizutreten, die damals von Jorge Pardo, Jesús Pardo und Álvaro Yébenes gegründet wurde. Dolores war eine Revolution im musikalischen Panorama der damaligen Zeit, weil es den Flamenco auf eine neue Art und Weise interpretierte.
In Madrid lernte er auch Paco de Lucía kennen, der ihm vorschlug, an seinem neuen Projekt eines Quintetts teilzunehmen, aus dem später ein Sextett wurde. Damals führte Rubem die Perkussion in den Flamenco ein, dessen Rhythmen zum ersten Mal in der Geschichte von den Klängen seiner Bongos, Darbucas, Tumbadoras oder Cortinillas erfüllt wurden. Ein musikalisches Projekt, das schließlich zu einem relevanten der Weltmusik werden sollte, mit dem Rubem mehr als fünfundzwanzig Jahre lang die Bühnen der Welt bereiste, und an dem auch Carles Benavent, Jorge Pardo, Ramón de Algeciras, Juan Ramírez, Manolito Soler, Joaquín Grilo, Pepe de Lucía, Duquende, Rafael de Utrera, Juan Manuel Cañizares, Viejín und José María Bandera mitwirkten.
Auf einer der Tourneen mit Paco de Lucía in Südamerika entdeckte Rubem das Cajón Peruano und beschloss, es unmittelbar bei einer Aufführung von Solo quiero caminar einzusetzen. Diese Entscheidung schuf eine Schule und prägte den Flamenco nachhaltig, denn seit diesem Tag wurde das Cajón ein unverzichtbares Instrument für jede Flamenco-Gruppe.
Im November 2003 lud ihn Chick Corea ein, sich seiner Band auf einer Tournee durch Spanien anzuschließen, wo er mit Jeff Ballard, Avishai Cohen und Steve Wilson auf der Bühne stand. Eine Zusammenarbeit, um die der Pianist erneut bat, als er seine neue Band Chick Corea & Touchstone vorstellte und für die auch Tom Brechtlein und die ehemaligen Mitglieder des Sextetts von Paco de Lucía, Carles Benavent und Jorge Pardo, angefragt wurden.
Im August 2004 stellte Rubem Dantas in Cádiz ein innovatives Projekt vor: Rubem Dantas & Flamenco Big Band, die weltweit erste Gruppe dieser Art, in der bald unter anderem Carles Benavent, Carlos Carli, Jorge Pardo, Miguel Ángel Chastang und Rafael de Utrera mitwirkten. Eine Idee, die der Musiker, der in der Tradition der großen Bands seines Landes aufgewachsen ist, schon lange hegte.
Im September 2007 erschien sein erstes Soloalbum Festejo, an dem Musiker und Freunde wie Paco de Lucía, Jorge Pardo, Carles Benavent, Chano Domínguez, Chick Corea, Edith Salazar und Joaquín Grilo mitgewirkt haben und das eine der weniger bekannten Facetten des Brasilianers offenbarte, die bis dahin vorwiegend den Besuchern seiner Konzerte vorbehalten blieb, nämlich die des Komponisten.
Seine Kreationen vereinen Rhythmen großer musikalischer Vielfalt, Sensibilität und eine Vorliebe für den weitesten Begriff von Klang.
Rubem hat seine Kunst unter anderem in Begleitung von Musikern wie Camarón de la Isla, Milton Nascimento, Enrique Morente, El Potito, Ketama, Paquito D’Rivera, Horacio Icasto, Gilberto Gil, María Creuza und Pablo Milanés ausgeübt.
Im Jahr 2009 wirkte er an dem neuen Album des italienischen Gitarristen Flavio Sala mit, das den Titel De La Buena Onda trägt.

## Diskografie

### Studioalben
- 2008: Festejo (Discmedi)